# Yutaka Ikeuchi
Yutaka Ikeuchi (Prefectura d'Aichi, 25 d'agost de 1961) és un futbolista japonès que disputà vuit partits amb la selecció japonesa.